# Hylophilodes rara
Hylophilodes rara är en fjärilsart som beskrevs av Fukushima 1943. Hylophilodes rara ingår i släktet Hylophilodes och familjen trågspinnare. Inga underarter finns listade i Catalogue of Life.